# Sonata para violín n.° 3 (Brahms)

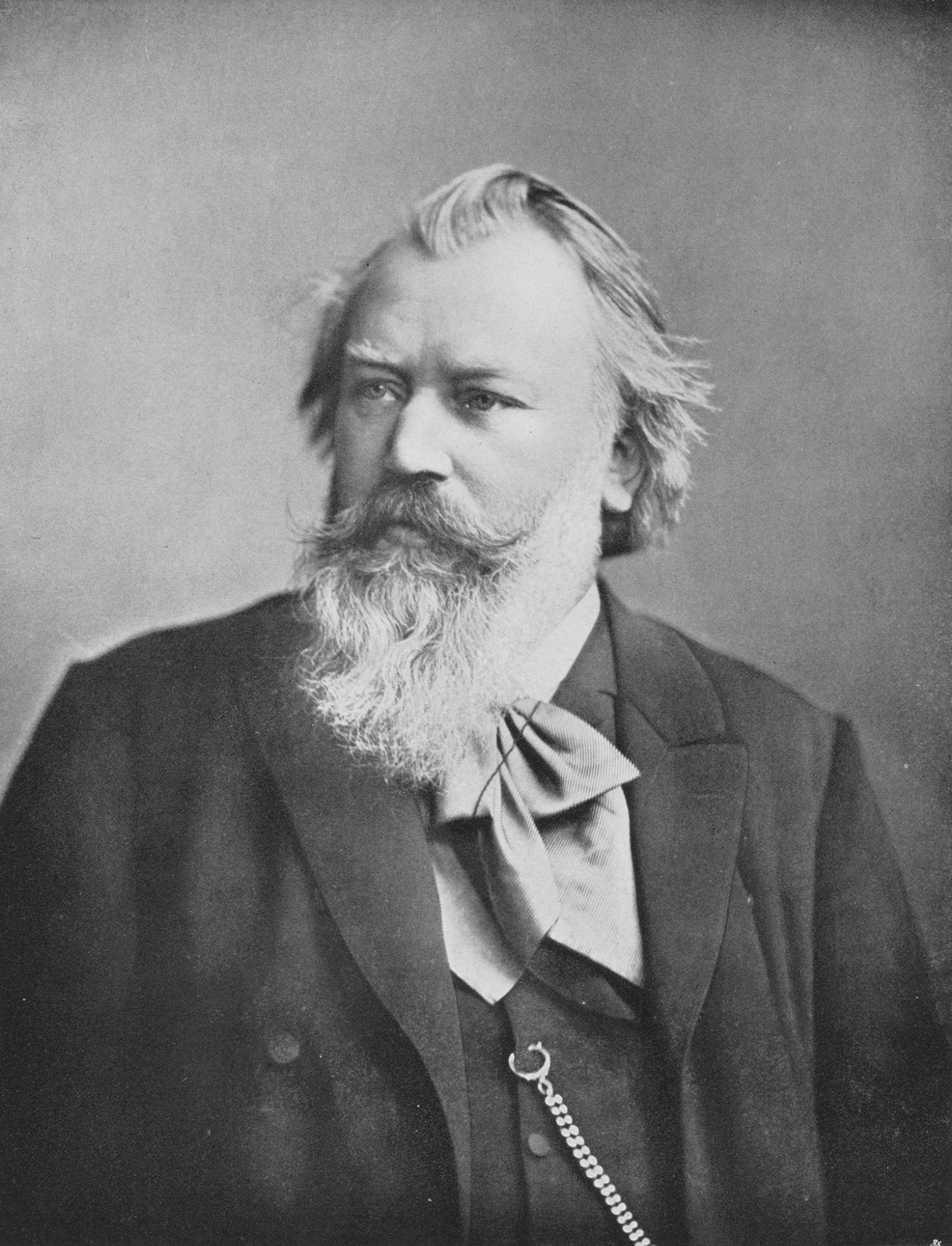
Johannes Brahms en 1889

Sonata para violín n.° 3 en re menor de Johannes Brahms, op.108 es la última de sus sonatas para violín, compuesta entre 1886 y 1888. A diferencia de las dos sonatas para violín anteriores, tiene cuatro movimientos (las otras tienen tres movimientos). La sonata está dedicada a su amigo Hans von Bülow, y se estrenó en Budapest en 1888 con Jenő Hubay al violín y el compositor al piano.

## Estructura
La sonata consta de cuatro movimientos:

### Primer movimiento:Allegro

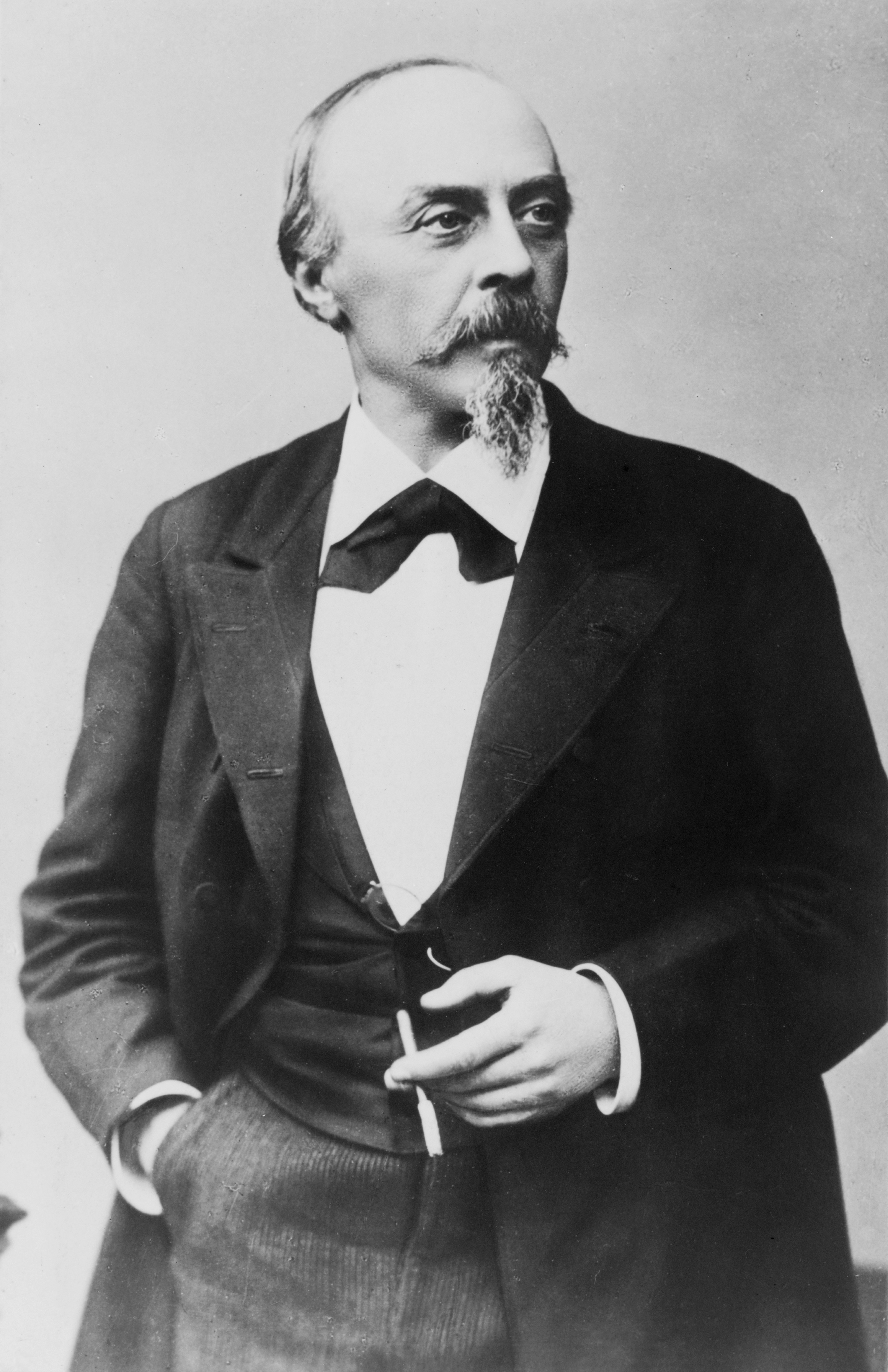
Hans von Búlow en 1889

El primer movimiento tiene la forma tradicional de sonata. El primer tema es una línea cantabile larga y lírica en re menor, que se interpreta sotto voce por el violín con el piano proporcionando un acompañamiento simple. Las fluctuaciones de ritmo en la mano derecha proporcionan un carácter tranquilamente agitado. Inmediatamente después de que la cadencia de cierre del violín termina la primera presentación del primer tema, el tema es retomado por el piano, subito forte y con un carácter virtuoso y heroico; después es el turno del violín para proporcionar un acompañamiento, nuevamente en ritmo sincopado. El segundo tema, una melodía romántica y expresiva en fa mayor, es enunciado por el piano solo y repetido por el violín con un acompañamiento de piano arpegiado simple. Después viene la sección de desarrollo: el violín toca una variante del primer tema, mientras que el piano nuevamente brinda el acompañamiento en la mano derecha. De particular interés en esta sección es el punto del pedal en la dominante, que el pianista sostiene en la mano izquierda durante toda la sección de desarrollo. La recapitulación comienza con el violín reafirmando el primer tema como al principio pero una octava más bajo, el piano toca una versión elaborada de la figura original que lo acompaña. Tras la cadencia final del tema, tres repentinos acordes al unísono anuncian, subito forte, una inesperada modulación directa en Fa sostenido menor. En la sección siguiente, de carácter virtuoso y sinfónico, violín y piano van y vienen con fragmentos del tema original. Después de una modulación directa de regreso al re menor, la recapitulación retoma su curso y luego el segundo tema se reafirma en re mayor. Una vez más vuelve a re menor y el primer tema hace una aparición más en el violín, en la octava original, acompañado por la figura original en el piano. Hay un breve regreso sotto voce al material elaborado de la sección de desarrollo que luego pasa por una serie de modulaciones. Una declaración final de sostenuto del primer tema a lo largo de tres octavas conduce a una cadencia en re mayor, que conduce directamente al segundo movimiento.

### Segundo movimiento:Adagio
El segundo movimiento, en re mayor, es una cavatina suave y lírica para violín, con el piano reducido al papel de acompañante en todo momento. El tema es romántico y nostálgico, con el compás de 3/8 creando un ritmo lento parecido al de un vals. La melodía es interpretada en espressivo por el violín en el registro medio-inferior y tiene un carácter tranquilo e introspectivo hasta que una modulación repentina de dos compases y un crescendo conducen a un clímax apasionado, tocado en tercios dobles por el violín. Después de un breve interludio, la melodía se repite una octava más alta y con un carácter algo menos contenido; lleva la marca brahmsiana característica poco forte (literalmente, "un poco fuerte") Esta vez la modulación toma un giro diferente y el tema culminante se enuncia una cuarta más alta que antes, en un do dominante. A medida que la línea melódica desciende y regresa al re mayor, en lugar de tocar una cadencia simple, el violín de repente inicia un arpegio improvisado y rapsódico en re mayor y finalmente llega a la tercera declaración triunfal del tema culminante, un tercio por encima de su aparición anterior y esta vez todavía en la tonalidad principal de re mayor. Un breve eco del tema de apertura conduce a una cadencia final tenue.

### Tercer movimiento:Un poco presto e con sentimento
A diferencia del segundo movimiento, en el tercer movimiento es el piano el que toma el centro del escenario. El piano enuncia el tema principal, un scherzando balbuceante e inquieto en fa sostenido menor, con el violín brindando un acompañamiento sencillo en contratempos, intercalados con breves fragmentos melódicos. La segunda declaración del tema la hace el violín, y los fragmentos melódicos de las figuras anteriores que acompañan al violín se convierten en parte de la melodía misma. El violín entonces interrumpe el proceso y cobra pleno protagonismo con un estallido rapsódico y apasionado elaborado por arpegios virtuosos, que termina con una contundente serie de acordes. El mismo material se presenta de nuevo en re menor inmediatamente después. Una modulación de regreso a fa sostenido menor conduce a una recapitulación del material original. El piano vuelve a enunciar el tema principal, sotto voce, mientras que el violín acompaña con terceras en pizzicato. Una breve coda conduce a un final discreto.

### Cuarto movimiento:Presto agitato
El cuarto y último movimiento vuelve a la tonalidad inicial de la sonata en re menor. Es el más virtuoso de los cuatro movimientos, y tiene un carácter frenético y apasionado, que junto con el compás de 6/8, son sugestivos de una tarantela. La estructura es similar al primer movimiento, con dos temas contrastantes unidos por interludios de fragmentos melódicos y modulaciones. Tras una introducción de cuatro compases en la que el piano enuncia el inicio del primer tema acompañado por el violín con una virtuosa serie de acordes quebrados, los dos instrumentos intercambian papeles y el violín enuncia el primer tema en su totalidad, un tema lírico pero tormentoso, de una melodía apasionada, acompañada en el piano por la misma figura de acorde roto que se vio originalmente en el violín. La segunda parte del primer tema es una serie nerviosa y balbuciente de fragmentos melódicos, llenos de marcados contrastes dinámicos. Luego, el piano establece, sin acompañamiento, el segundo tema en do mayor. Este tema guarda cierta semejanza con el segundo tema del último movimiento de su Sonata para piano n.° 3. Esta es una melodía elegante, majestuosa y tranquila, tocada de manera simple y directa. Después el violín toca la melodía y el piano agrega algunos ritmos sincopados al acompañamiento, trayendo de vuelta un eco del carácter agitado general del movimiento. Muy pronto, justo cuando el violín termina de tocar la melodía, la sección de desarrollo comienza con material de tarantela en el piano, tocado en pianissimo y a una corda. El violín hace eco del piano y la pieza se mueve a través de varias modulaciones. Luego sigue una breve reafirmación del primer tema, seguida de un notable interludio: el piano toca una versión simplificada y desnuda del primer tema en pianissimo en el tempo más lento del segundo tema, acompañado por una figura sincopada cromática y discreta en el violín. Se basa en una reformulación culminante del comienzo del primer tema en fa menor, que luego conduce a un desarrollo virtuoso del material similar a la tarantela del primer tema. Después de un regreso a la segunda parte del primer tema, el segundo tema se reafirma en fa mayor, nuevamente sin acompañamiento en el piano, y luego es nuevamente retomado por el violín. Como en la exposición, conduce directamente a una recapitulación del primer tema. Un regreso en toda regla al primer tema conduce a una conclusión atronadora en re menor.